# Rippolingen

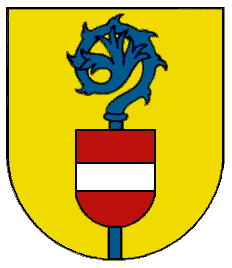
Gemeindewappen von Rippolingen

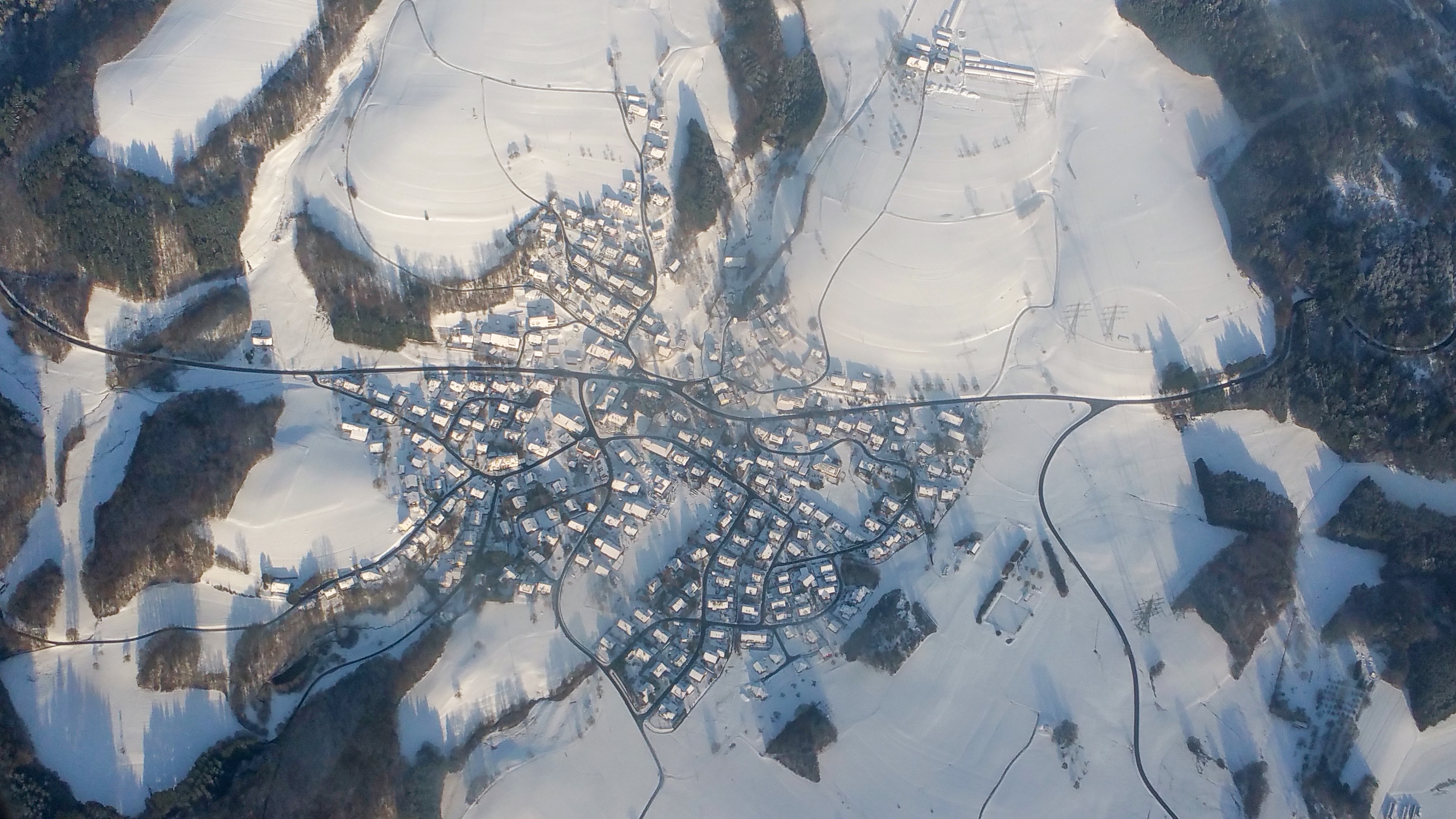
Rippolingen aus der Vogelperspektive (2015)

Rippolingen ist ein Ortsteil der Kurstadt Bad Säckingen und liegt in wald- und wiesenreicher Umgebung am Südhang des Schwarzwalds auf ca. 500–600 m über dem Meer. Rippolingen zählt 832 Einwohner (Stand: August 2005). An schönen Tagen hat man Alpensicht.
Mit öffentlichen Verkehrsmitteln ist der fünf Kilometer entfernte Stadtkern von Bad Säckingen gut zu erreichen.

## Geschichte
Der Ort geht auf alemannische Siedlungsbewegungen vom Rheintal her zurück. Erstmals fand es 1372 urkundliche Erwähnung. Seit frühester Zeit gehörte es als Eigengut des Bruderhofs zum engeren Herrschaftsbereich des Klosters in Bad Säckingen, unter dessen Gerichtsbarkeit es auch stand. Ein Münchhof (d. h. Mönchshof) bildete das Ortszentrum. Wahrscheinlich wurzelt in dieser Tatsache die Sage, zwei Brüder, Rippold und Harpold, hätten Rippolingen und den etwa ein Kilometer entfernten Nachbarort Harpolingen gegründet.
Nach dem Ende des Stifts kam Rippolingen zum Herrschaftsgebiet der Herren von Schönau-Oeschgen, die im Säckinger Schloss residierten, dann zu den Herren von Schönau-Wehr.
Durch die Zugehörigkeit zum Säckinger Herrschaftsbereich blieb Rippolingen stets außerhalb der Grafschaft Hauenstein mit ihren selbstverwalteten Einungen.
Am 1. April 1972 wurde Rippolingen in die Stadt Säckingen eingegliedert.

## Wappen
Das Wappen zeigt den oberen Teil des Bischofstabs, darunter das rot-weiß-rote Bindenschild. Der Hintergrund ist gelb.

## Politik
Ortsvorsteher:
- Franz Stortz

Ortschaftsrat:
- CDU: 4 Sitze
- Bündnis 90/Die Grünen: 2 Sitze